# Jewhen Schuk
Jewhen Schuk (ukrainisch Євген Жук; englisch Yevhen Zhuk; * 4. August 1990 in Saporischschja) ist ein ukrainischer Handballspieler.

## Karriere

### Verein
Jewhen Schuk spielte ab 2007 für den SC Time-Burewestnik Luhansk, mit dem er am EHF Challenge Cup 2007/08 und am EHF Challenge Cup 2009/10 teilnahm. Ab 2010 lief der 1,87 m große Linksaußen für den HK Motor Saporischschja auf. Mit Motor wurde er 2013, 2014, 2015, 2016, 2017 und 2018 ukrainischer Meister sowie 2013, 2015, 2016, 2017 und 2018 Pokalsieger. Zudem nahm er am EHF Challenge Cup, am Europapokal der Pokalsieger, am EHF-Pokal und mehrfach an der EHF Champions League teil. In der Saison 2018/19 stand er bei HK ZNTU-ZAB Saporischschja unter Vertrag. In dieser Spielzeit wurde er mit 255 Treffern Torschützenkönig der Liga., allein in einer Partie war er 29 Mal erfolgreich. Ab 2019 spielte Schuk für den russischen Verein GK Permskije Medwedi. Nach dem russischen Überfall auf die Ukraine im Februar 2022 flüchtete Schuk nach Deutschland und erhielt im April 2022 einen Vertrag für die Saison 2022/23 beim Zweitligisten TV Großwallstadt. Seit dem Sommer 2023 läuft er für den Oberligisten TV Kirchzell auf.

### Nationalmannschaft
Mit der ukrainischen Nationalmannschaft belegte Schuk bei der Europameisterschaft 2020 den 19. Platz. Im Turnier warf er sechs Tore in drei Partien. Insgesamt bestritt er mindestens 51 Länderspiele, in denen er 85 Tore erzielte.